# Nancy Lieberman
Nancy Lieberman, née le 1er juillet 1958 à Brooklyn, New York, est une joueuse puis entraîneuse américaine de basket-ball qui a joué en WBL, en USBL et en WNBA. Lieberman est actuellement commentatrice pour le Thunder d'Oklahoma City de la National Basketball Association (NBA), ainsi que l'entraîneuse principale de Power, une équipe de la BIG3 qu'elle a menée au championnat 2018. Lieberman est considérée comme l'une des plus grandes figures féminine du basket-ball américain.
Lieberman a été intronisée au Nassau County Sports Hall of Fame, au Naismith Memorial Basketball Hall of Fame, au Women's Basketball Hall of Fame, au St. Louis Jewish Sports Hall of Fame, et au Virginia Sports Hall of Fame.

## Biographie

### Jeunesse
Lieberman est née à Brooklyn, New York, de Jerome et Renee Lieberman. Elle est juive (et se décrit comme « juste une pauvre fille juive maigre et rousse du Queens »). Sa famille vivait à Brooklyn quand elle est née, mais a rapidement déménagé à Far Rockaway, Queens, où elle a grandi avec son frère aîné Clifford. Elle a perdu ses arrière-grands-parents dans l'Holocauste, et ses grands-parents paternels, qui ont survécu, avaient des numéros de camp de concentration sur leurs poignets.
Sa mère a élevé les enfants après une séparation et un divorce. En grandissant, elle s'intéressait à une variété de sports, jouant au baseball, au softball et au football avec des garçons, avant de s'installer au basket-ball comme sport principal. Elle a joué au basket-ball principalement dans des équipes de jeunes garçons, ne jouant pas dans une équipe de filles avant d'être en deuxième année de lycée.
La mère de Lieberman, Renee, n'a pas soutenu l'intérêt de sa fille pour le basket-ball. Un jour, alors que Lieberman s’entraînait à dribbler à l’intérieur parce qu’il faisait froid dehors, sa mère lui a ordonné d’arrêter de dribbler à cause du bruit. Comme elle ne s’arrêtait pas, sa mère a percé le ballon de basket avec un tournevis. Lieberman a trouvé un autre ballon et a continué, mais sa mère a également percé celui-là. Cela a continué jusqu’à ce que cinq ballons soient ruinés. Lieberman a alors décidé qu’elle ferait mieux de sortir avant de manquer de ballons de basket.

#### Lycée Far Rockaway et séléction Américaine
Alors qu'elle fréquentait le lycée Far Rockaway dans le Queens, elle s'est imposée comme l'une des meilleures joueuses de basket-ball du pays en obtenant l'une des 12 places convoitées dans l'équipe nationale des États-Unis. En 1975, alors qu'elle était encore adolescente, Lieberman a été nommée dans l'équipe américaine désignée pour jouer aux Championnats du monde compétition où la sélection américaine termine à la huitième place et aux Jeux panaméricains, où l'équipe a remporté une médaille d'or.
Pendant l'année scolaire, elle a joué pour l'équipe de son lycée, mais pendant l'été, elle a joué avec une équipe de l'Amateur Athletic Union à Harlem, les New York Chuckles.
Elle a dit à l'ancien Knicks Walt Frazier qu'il était son héros et que c'était à cause de lui qu'elle portait le numéro 10, en disant : « Vous ne le savez peut-être même pas, mais vous pensiez que vous affectiez les jeunes hommes, mais vous affectiez les jeunes femmes juives blanches, pas seulement les garçons. »

### Carrière universitaire
Lors de sa première année universitaire, elle devient, âgée d'à peine 18 ans, la plus jeune joueuses, hommes et femmes, à obtenir une médaille olympique avec la médaille d'argent des Jeux olympiques d'été de 1976 de Montréal. Lors de cette compétition, disputée sous la forme d'un championnat opposant six équipes, Les États-Unis subissent deux défaites, face au Japon et surtout face à l'équipe d'URSS qui remporte le titre olympique. Les statistiques de Lieberman sont de 2,4 points et 1,2 rebond.
Elle effectue sa carrière universitaire avec les Lady Monarchs de Old Dominion University alors qu'elle s'était initialement engagée verbalement à l'Université Canisius. Durant ces années, elle y accumule les distinctions personnelles dont deux nominations consécutives au Wade Trophy en 1979, 1980, trophée récompensant le joueur et joueuse universitaire de l'année. Ce doublé est le premier de l'histoire. Durant sa carrière universitaire, Lieberman a gagné le surnom de « Lady Magic », un clin d'œil à Earvin « Magic » Johnson, célèbre joueur de la NBA. Elle délivre 961 passes, meilleure performance de l'histoire de l'université, et réalise 512 interceptions, seconde marque de l'école. Elle marque également 2 430 points.
Ses performances sont également l'un des facteurs principaux de la bonne période de son équipe : elle remporte deux titres nationaux Association for Intercollegiate Athletics for Women (AIAW), association qui dominait le système sportif du monde universitaire américain avant l'avènement de la National Collegiate Athletic Association (NCAA) et un titre de champion de Women's National Invitation Tournament en 1978. En 1985, elle est récompensée pour ses performances et titres durant sa carrière universitaire en étant intronisée, dans la première promotion, dans le Hall of Fame des Old Dominions Monarch.
Lieberman remporte le titre mondial lors de l'édition de 1979, compétition dont l'URSS, et d'autres équipes des pays de l'Est sont absents en raison de problèmes politiques avec la Corée du Sud, pays hôte de la compétition, elle represente aussi les États-Unis à la Coupe William Jones de 1979 à Taipei. L'équipe américaine a remporté les six matchs en route vers la médaille d'or. Lieberman a obtenu une place dans l'équipe All-Tournament de la Coupe Jones. Lieberman a joué avec les États-Unis aux Jeux panaméricains de 1979 à San Juan, à Porto Rico. Bien que l'équipe ait facilement remporté la plupart de ses matchs, elle a perdu contre Cuba, 91-86, et a reçu la médaille d'argent.

### Carrière professionnelle

#### Première ligue professionnelle et boycott des Jeux olympiques
À la sortie de l'université, elle entame une carrière professionnelle qui va la voir jouer dans différentes ligues: tout d'abord en Women's Professional Basketball League avec les Diamonds de Dallasou elle est sélectionnée avec le premier choix de la draft de la Women's Pro Basketball League (WBL) par les Dallas Diamonds lors de la draft qui c'est dérouler le 16 juin 1980. Elle aide Dallas à atteindre la finale de la WBL en 1981, où elle perd contre les Nebraska Wranglers en cinq matchs. Elle est nommée « recrue de l'année », après avoir obtenu une moyenne de 26,3 points par match. Lieberman est de nouveau sélectionnée pour les jeux olympique de 1980, elle se retire de l'équipe en soutien à la demande de boycott des Jeux olympiques d'été de 1980 de Moscou faite par le président américain Jimmy Carter. Elle joue aussi pour l'équipe de la Summer Pro League des Lakers de Los Angeles sous les ordres de Pat Riley lors de l'été 1981.

#### Deuxième ligues professionnelle
En tant qu'entraîneuse et manager, Lieberman entraine la joueuse de tennis Martina Navrátilová au début des années 1980, puis signa un contrat de trois ans de 250 000 $ avec la mème équipe des Diamonds dans la nouvelle ligue la Women's American Basketball Association ( WABA en 1984. Avec une moyenne de 27 points par match et élue MVP de la ligue, elle y remportera le titre en 1984, mais la ligue a fermé ses portes après la saison. Le dernier match joué a eu lieu entre les Diamonds et les WABA All-Stars, où Lieberman a marqué 19 points et a été nommée MVP du match lors de la victoire 101-94 des Diamonds.
En 1986, elle devient la première joueuse à intégrer une ligue masculine en signant avec le Fame de Springfield de la United States Basketball League (USBL), où elle a continué à marquer en moyenne 1,7 point en 11 minutes par match. Elle est restée dans la ligue la saison suivante, jouant pour les Long Island Knights. Plus tard, elle a fait une tournée avec les Generals de Washington, qui étaient l'adversaire régulier des Globetrotters de Harlem, où elle a rencontré son futur mari, son coéquipier Tim Cline. En 1996, elle est intronisée au Basketball Hall of Fame.

#### La Women's National Basketball Association
Lieberman est sélectionnée à l'âge de 38 ans par le Mercury de Phoenix lors de la draft 1997 pour participer à la saison inaugurale de la Women's National Basketball Association (WNBA). Après une saison, elle est choisie pour occuper les postes de General Manager et d'entraîneur pour une franchise d'expansion le Shock de Détroit, l'équipe a enregistré un pourcentage de victoires de 17 victoire pour 13 défaite, le meilleur pourcentage de victoires jamais enregistré par une équipe d'expansion, tous sports confondus. poste qu'elle occupera pendant trois saisons. Après cette carrière en WNBA, elle rejoint son ancienne université de Old Dominion pour y compléter ses diplômes. En 1999, Lieberman est intronisé au Women's Basketball Hall of Fame.
Le 24 juillet 2008, à 50 ans, Lieberman a signé un contrat de sept jours avec les futurs champions de la WNBA, le Shock, battant son propre record précédent de joueuse la plus âgée de l'histoire de la ligue et retournant dans la franchise qu'elle entraînait une décennie auparavant. Le même jour, les Shock ont joué un match contre les Comets de Houston où Lieberman a eu du temps de jeu. Lieberman a enregistré deux passes décisives en neuf minutes de temps de jeu, mais Detroit a perdu le match 79-61. Ce fut son dernier match WNBA, car elle fut libérée le lendemain, le 25 juillet 2008.

### Post Carrière
Le 5 novembre 2009, elle est nommée entraîneur en chef de la nouvelle franchise de NBA Development League (D-League), les Legends du Texas qui évolueront à partir de la saison 2010-2011. Cette franchise sera localisée dans la ville de Frisco, Texas. Elle est la première femme à être nommée à un tel poste en D-League ou dans la ligue mère de NBA. Elle occupe désormais un poste de commentatrice pour la chaine de télévision américaine ESPN.

## Palmarès

### Club
Joueuse
- 2 titres AIAW 1979, 1980

Entraîneur
- Championne Women's American Basketball Association en 1984
- Championne National Women's Basketball League en 2004

### Sélection nationale
Jeux olympiques d'été
- médaille des Jeux olympiques d'été de 1976 de Montréal

Championnat du monde
- Médaille d'or du Championnat du monde 1979

autres
- Médaille d'or des Jeux panaméricains 1975
- Médaille d'argent des jeux Panaméricains 1979

### Distinctions personnelles
- Wade Trophy 1979, 1980
- MVP de WABA en 1984
- MVP All-Star Game WABA 1984
- Première joueuse à jouer dans une équipe professionnelle masculine
- Élue au Basketball Hall of Fame en 1996

## Pour approfondir